# ایل عمارلو
عمارلو نام یکی از ایل‌های بزرگ کرد است که اغلب به زبان کردی کرمانجی سخن می‌گویند. در سال ۳۰ هجری قمری طوایف کُرد درجنوب گیلان مستقر شدند و گفته می‌شود، نادرشاه، در سال ۱۱۱۱ هجری خورشیدی، به تعداد جمعیت کُردها در جنوب گیلان افزود و این قوم را، برای فلج کردن ارتش تزاری روس از قوچان به منطقه گیلان، کوچاند. قوم گالش (دیلمیان) بومی مناطق کوهستانی شرق و جنوب گیلان و غرب مازندران، به دلیل اشتغال به دامداری و نیاز به کوچ فصلی به مناطق گرم‌تر، به‌صورت دوره‌ای به نواحی جنوبی کوهستان دیلمان مهاجرت می‌کردند. این تحرکات تدریجاً موجب تعامل و آمیختگی فرهنگی و جمعیتی آنان با جمعیت کُرد در این مناطق شد و در نهایت بخشی از جمعیت گالشان در این نواحی به‌طور دائم ساکن شدند. بنابر این کوه‌نشینان گالشان  را می‌توان از فرهنگ دیلمیان کهن دانست.

## مناطق پراکنش قوم عمارلو
کرانه مدیترانه نخستین نشیمن گاه قوم عمارلو بود. در ایران نشیمن‌گاه این قوم، منطقه عمارلو خوانده می‌شود که در تقسیمات کشوری، به تدریج، میان سه استان هم‌سایه، گیلان، قزوین و زنجان تقسیم شده است. ایشان در استان خراسان نیز سکونت دارند.
- عمارلو نام ایلی در منطقه نیشابور ایران است.
- عمارلو نام ایلی در منطقه طارم و آب‌بر ایران است.
- عمارلو نام ایلی در منطقه رودبار ایران است.
- عمارلو نام ایلی کرمانج است.
- عمارلو نام یک بخش در شهرستان رودبار در استان گیلان ایران است.

## زبان‌های رایج ایل
هر چند زبان بیشتر قوم عمارلو کرمانجی شناخته می‌شود؛ اما، کاربرد زبان‌های دیگری نیز میان ایشان گسترش یافته است.
- زبان فارسی (در خراسان شمالی)
- زبان گیلکی و گالشی (در گیلان)[۱]
- ترکی آذربایجانی (در زنجان و قزوین)
- فارسی (به عنوان زبان رسمی کشور)

## تلفظ‌های دیگر این نام
نام رایج این قوم در نوشتار عمارلو و در گفتار امارلو می‌باشد. این قوم به نام‌های هم آوای دیگری نیز خوانده می‌شود:
- آمارلو (در گیلان، قزوین، زنجان و خراسان)
- آماردلو (در گیلان)
- انبارلو (در گیلان، قزوین و زنجان)
- امبارلو (در گیلان)
- آمبارلو (در گیلان)
- عماری (در زنجان)
- ئامار (در خراسان)
- ئاماران (در خراسان)